# Tickle Me
Tickle Me er en amerikansk film fra 1965. Filmen, hvis hovedrolle blev spillet af Elvis Presley, blev produceret af Ben Schwalb på det praktisk taget ukendte filmselskab Allied Artists Pictures og havde Norman Taurog som instruktør. Efter sigende blev filmen produceret som en redningsaktion for at afværge, at filmselskabet blev ramt af en truende konkurs.
Filmen blev indspillet fra 6. oktober til 24. november 1964 og havde premiere i Atlanta den 28. maj 1965. Den havde dansk premiere den 18. oktober 1965.
Tickle Me var den 18. i rækken af film med Elvis Presley. Filmen, hvis manuskript blev skrevet af Elwood Ullman og Edward Bernds, handler om en rodeo-cowboy og sanger, der forelsker sig i en pige, som i forvejen er omsværmet af mange mænd; ikke kun fordi hun ser godt ud, men også fordi hun er et godt parti. Hun har nemlig et brev fra sin bedstefar, der fortæller, hvor der er gemt en guldskat. Efter en række genvordigheder ender alt selvfølgelig til publikums tilfredshed. Undervejs er der plads til mange forviklinger, et par forelskelser og ni af Elvis' sange.
Tickle Me blev optaget i Paramount-studierne i Hollywood, Californien.
Den danske titel på Tickle Me var Elvis i Det vilde Vesten.

## Rollefordelingen
De væsentligste roller i Tickle Me var fordelt således:
- Elvis Presley - Lonnie Beale
- Joycelin Lane - Pam Merrit
- Julie Adams - Vera Radford
- Jack Mullaney - Stanley Potter
- Merry Anders - Estelle Penfield

## Musik
Tickle Me er den eneste af Presleys 31 spillefilm, der ikke affødte en pladeudgivelse, og der er ej heller en titelmelodi til filmen. Dette er dog ikke ensbetydende med, at der ikke var musik og sang i filmen, Elvis sang faktisk ni sange undervejs. Det specielle ligger i, at det udelukkende var sange, som han i forvejen havde indsunget i løbet af årene 1960 – '63 og udgivet på diverse LP-plader.
De ni sange, der blev sunget i løbet af filmen, var:
- "(It's A) Long Lonely Highway"
  - komposition af Doc Pomus & Mort Shuman, indspillet 27. maj 1963 og udgivet på soundtracket Kissin' Cousins og i 1990 på albummet The Lost Album
- "It Feels So Right"
  - komposition af Fred Wise & Ben Weisman, indspillet 20. marts 1960 og udgivet på LP'en Elvis Is Back
- "(Such An) Easy Question"
  - komposition af Otis Blackwell & Winfield Scott, indspillet 18. marts 1962 og udgivet på LP'en Pot Luck
- "I'm Yours"
  - komposition af Don Robertson & Hal Blair, indspillet 25. juni 1961 og udgivet på LP'en Pot Luck
- "I Feel That I've Known You Forever"
  - komposition af Doc Pomus & Alan Jeffrys, indspillet 19. februar 1962 og udgivet på LP'en Pot Luck
- "Slowly But Surely"
  - komposition af Ben Weisman & Sid Wayne, indspillet 27. maj 1963 og udgivet på soundtracket Fun In Acapulco og senere udgivet på albummet The Lost Album fra 1990
- "Night Rider"
  - komposition af Doc Pomus & Mort Shuman, indspillet 18. marts 1962 og udgivet på LP'en Pot Luck
- "Put The Blame On Me"
  - komposition af Kay Twomey, Fred Wise & Norman Blagman, indspillet 12. marts 1961 og udgivet på LP'en Something For Everybody
- "Dirty, Dirty Feeling"
  - komposition af Jerry Leiber & Mike Stoller, indspillet 3. april 1960 og udgivet på LP'en Elvis Is Back

## Links
- Tickle Me på Internet Movie Database (engelsk)
- Tickle Me på Filmdatabasen
- Tickle Me i Svensk Filmdatabas (svensk)
- Tickle Me på AlloCiné (fransk)
- Tickle Me på MovieMeter (nederlandsk)
- Tickle Me på AllMovie (engelsk)
- Tickle Me hos American Film Institute (engelsk)
- Tickle Mes profil hos Encyclopædia Britannica Online (engelsk)
- Tickle Me på Turner Classic Movies (engelsk)
- Tickle Me på The Movie Database (engelsk)